# GLAAD Media Awards 1998
La 9ª edizione dei GLAAD Media Awards si è tenuta nel 1998. Le cerimonie di premiazione hanno avuto luogo all'Hilton Towers di New York il 30 marzo, al George Washington Marriot Hotel di Washington il 4 aprile e al Century Plaza Hotel di Los Angeles il 19 aprile.

## Riconoscimenti Speciali
- Excellence in Media Award: Bob e Harvey Weinstein
- Vanguard Award: Cher
- Vito Russo Entertainer Award: k.d. lang
- Stephen F. Kolzak Award: Ellen DeGeneres
- Vision Award: Judith Light

## Premi

### Miglior film della grande distribuzione
- In & Out
- Qualcosa è cambiato
- Mezzanotte nel giardino del bene e del male
- Il matrimonio del mio migliore amico

### Miglior film della piccola distribuzione
- La mia vita in rosa
- All Over Me
- Bent
- Le donne non sono tutte uguali
- Lilies

### Miglior documentario
- Paul Monette: The Brink of Summer's End
- Behind the Music
- Hide and Seek
- I Shall Not Be Removed: The Life of Marlon Riggs
- Licensed to Kill

### Miglior serie Daytime drammatica
- La valle dei pini

### Miglior serie commedia
- Ellen
- Innamorati pazzi
- Spin City
- Susan

### Miglior serie drammatica
- New York Police Department
- 413 Hope St.
- E.R. - Medici in prima linea

### Miglior episodio serie TV
- "La fobia di Homer", Simpson
- "Drop Dead Gorgeous (A Tragicomedy): The Power of HIV-Positive Thinking", HBO Comedy Half-Hour
- "Gay è bello", South Park
- "I diritti di una madre", The Practice - Professione avvocati
- "Xena e il concorso di bellezza", Xena - Principessa guerriera

### Miglior film per la televisione
- Any Mother's Son
- Breaking the Code
- La luce del crepuscolo
- L'orgoglio di un figlio

### Miglior talk show
- The Oprah Winfrey Show, "Ellen's Coming Out"
- Geraldo, "Ellen Coming Out: Celebration or Catastrophe?"
- The RuPaul Show, "The Family Show"